# Hasely Crawford Stadium
Hasely Crawford Stadium, är en multifunktionsarena belägen i Trinidad och Tobagos huvudstad i Port of Spain. Arenan invigdes  12 juni 1982 och är döpt efter den första personen som lyckades ta ett OS-guld från Trinidad och Tobago, Hasely Crawford.
Arenan har bland annat varit värd för U17-VM för flickor 2010 och sex stycken Karibiska mästerskap,  2007, 2001, 1999, 1998, 1996 och 1992.
Arenan är hemmaplan för bland annat Defence Force och San Juan Jabloteh som båda spelar i Trinidad och Tobagos högstadivision i fotboll, TT Pro League.